# Trzciana (województwo zachodniopomorskie)
Trzciana (niem. Schönau) – wieś w Polsce położona w województwie zachodniopomorskim, w powiecie świdwińskim, w gminie Sławoborze.
W latach 1975–1998 miejscowość administracyjnie należała do województwa koszalińskiego.